# ميخائيل د. وايت
ميخائيل د. وايت (بالإنجليزية: Michael D. White)‏ هو محامي وسياسي أمريكي، ولد في 8 سبتمبر 1827 في مقاطعة كلارك في الولايات المتحدة، وتوفي في 6 فبراير 1917 في كروفوردسفيل في الولايات المتحدة. حزبياً، نشط في الحزب الجمهوري. وقد انتخب عضو مجلس ولاية إنديانا وانتخب عضو مجلس النواب الأمريكي.